# Будинок статистичного бюро Чернігівського губернського земства
Будинок статистичного бюро Чернігівської губернської земської управи — пам'ятка історії місцевого значення у Чернігові. Наразі у будівлі розміщується архів університету «Чернігівський колегіум».

## Історія
Рішенням виконкому Чернігівської обласної ради народних депутатів трудящих від 31.05.1971 № 286 будинку надано статус «пам'ятник історії місцевого значення» з охоронним № 50 під назвою «Будинок колишнього статистичного бюро Чернігівського губернського земства, в якому працював М. М. Коцюбинський — український письменник та громадський діяч, революційний демократ». Будівля має охоронну зону, згідно з правилами забудови та використання території. На будівлі встановлено інформаційну дошку.
Наказом Департаменту культури та туризму, національностей та релігій Чернігівської обласної державної адміністрації від 07.06.2019 № 223 для пам'ятника історії використовується назва «Будинок колишнього статистичного бюро Чернігівського губернського земства, в якому працював М. М. Коцюбинський».

## Опис
Тут розміщувався народний суд, зараз розміщується архів університету «Чернігівський колегіум».
Меморіальні дошки:
1972 року на фасаді було встановлено меморіальну дошку Михайлу Коцюбинському.
Будинок збудований наприкінці ХІХ століття. Одноповерховий, дерев'яний будинок на цегляному цоколі, Г-подібний (спочатку прямокутний) у плані, з чотирисхилим дахом. Планування коридорно-анфіладне. У наступні десятиліття будинок був перетворений усередині та зовні: зі східного боку (до дворового фасаду) прибудований обсяг, до торця — тамбур, а головний фасад фанерований у напівцеглу.
У період 1901—1911 років у статистичному бюро працював український письменник Михайло Коцюбинський, який завідував сільськогосподарською потоковою статистикою, а в період 1914—1916 років працював український поет Павло Тичина. У статистичному бюро також працювали українські поети Микола Чернявський та Микола Вороний, статисти Василь Варзар та Петро Червінський. Співробітники бюро брали активну участь у суспільно-політичному житті міста.
1. українському письменнику, громадському діячеві Михайлу Коцюбинському — на будівлі статистичного бюро, де працював (1901—1911, дошка 1972)
2. українському радянському поетові, державному діячеві Павлу Тичині — на будівлі статистичного бюро, де працював (1914—1916)

## Галерея

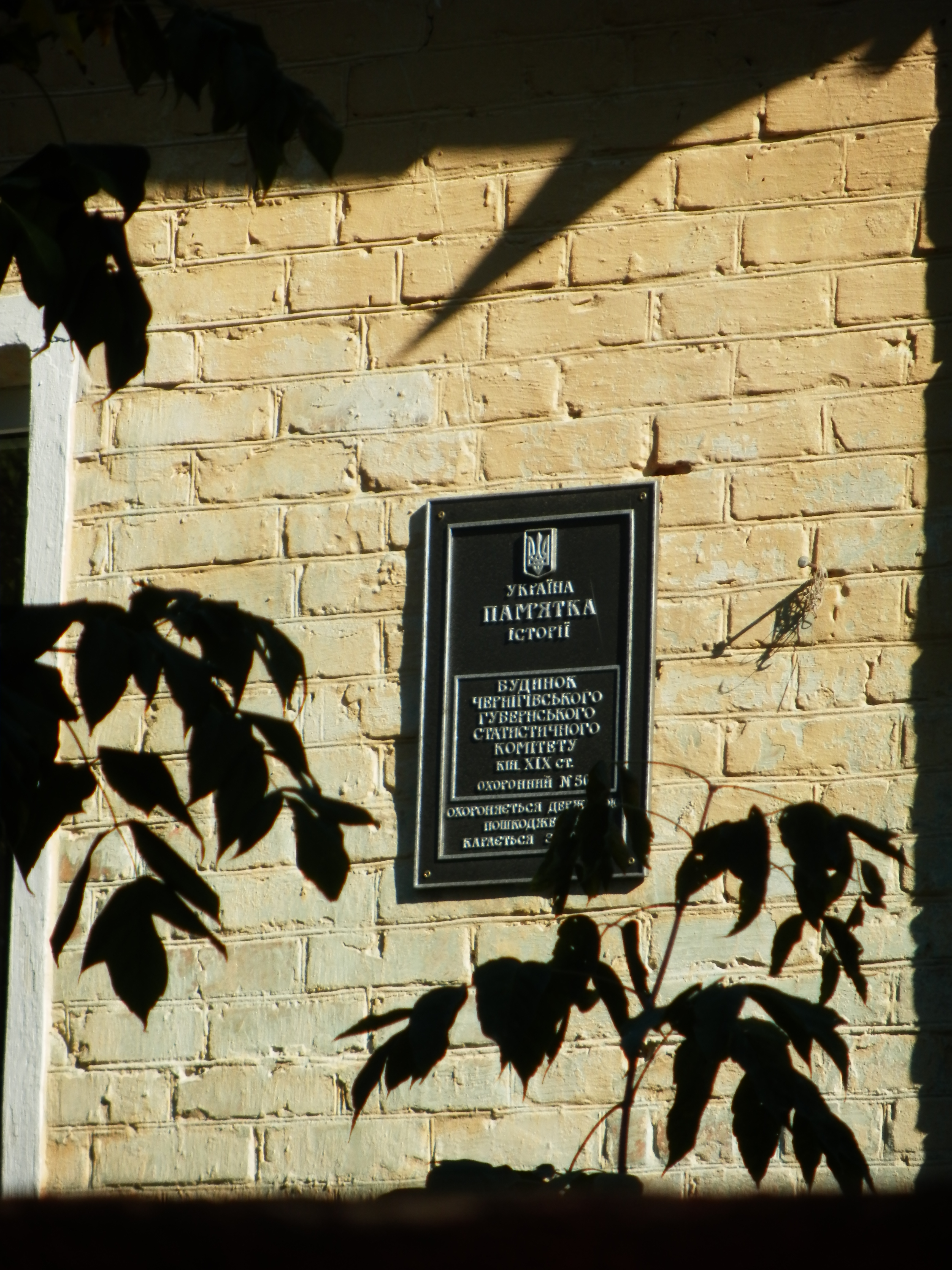
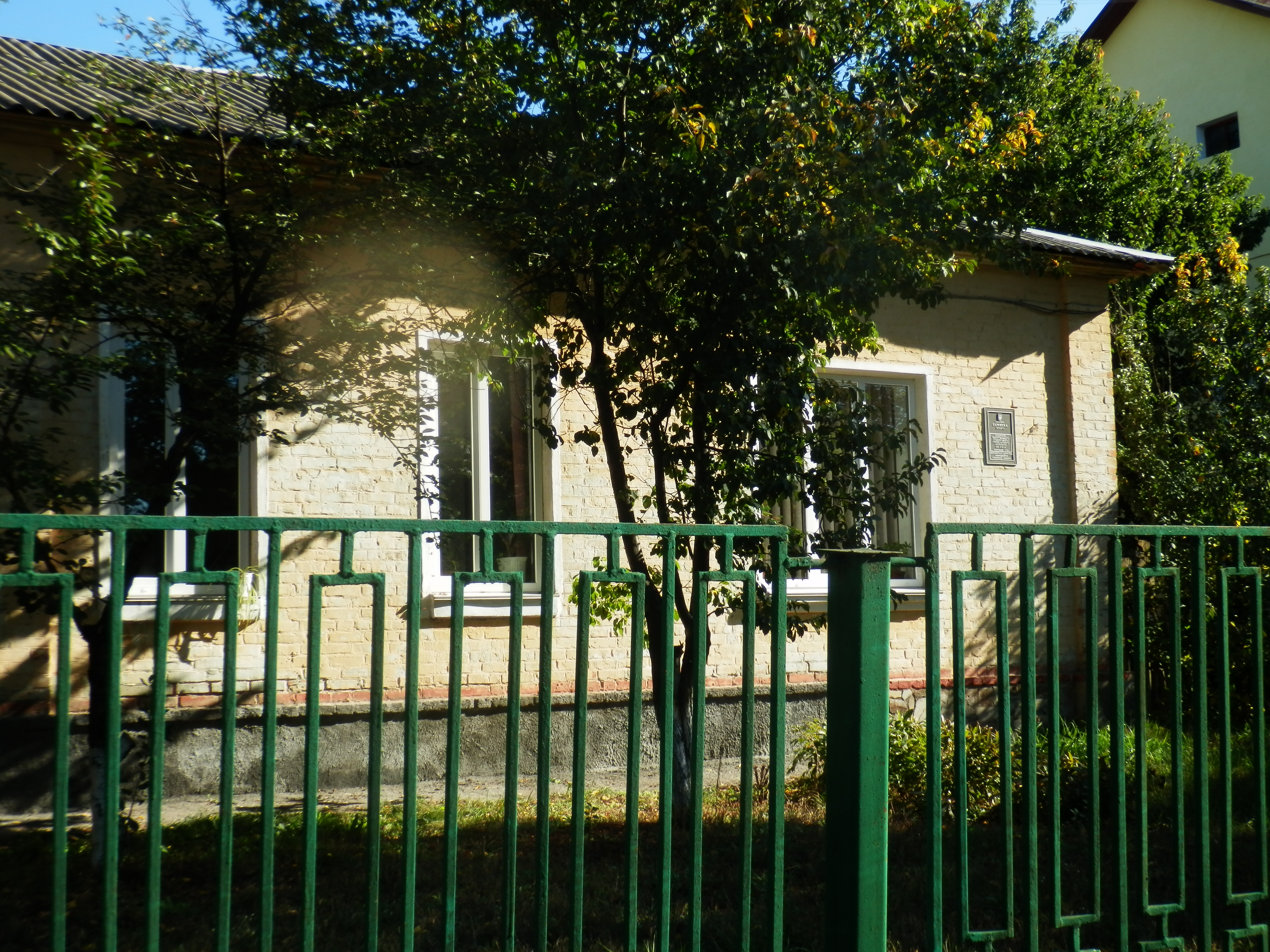
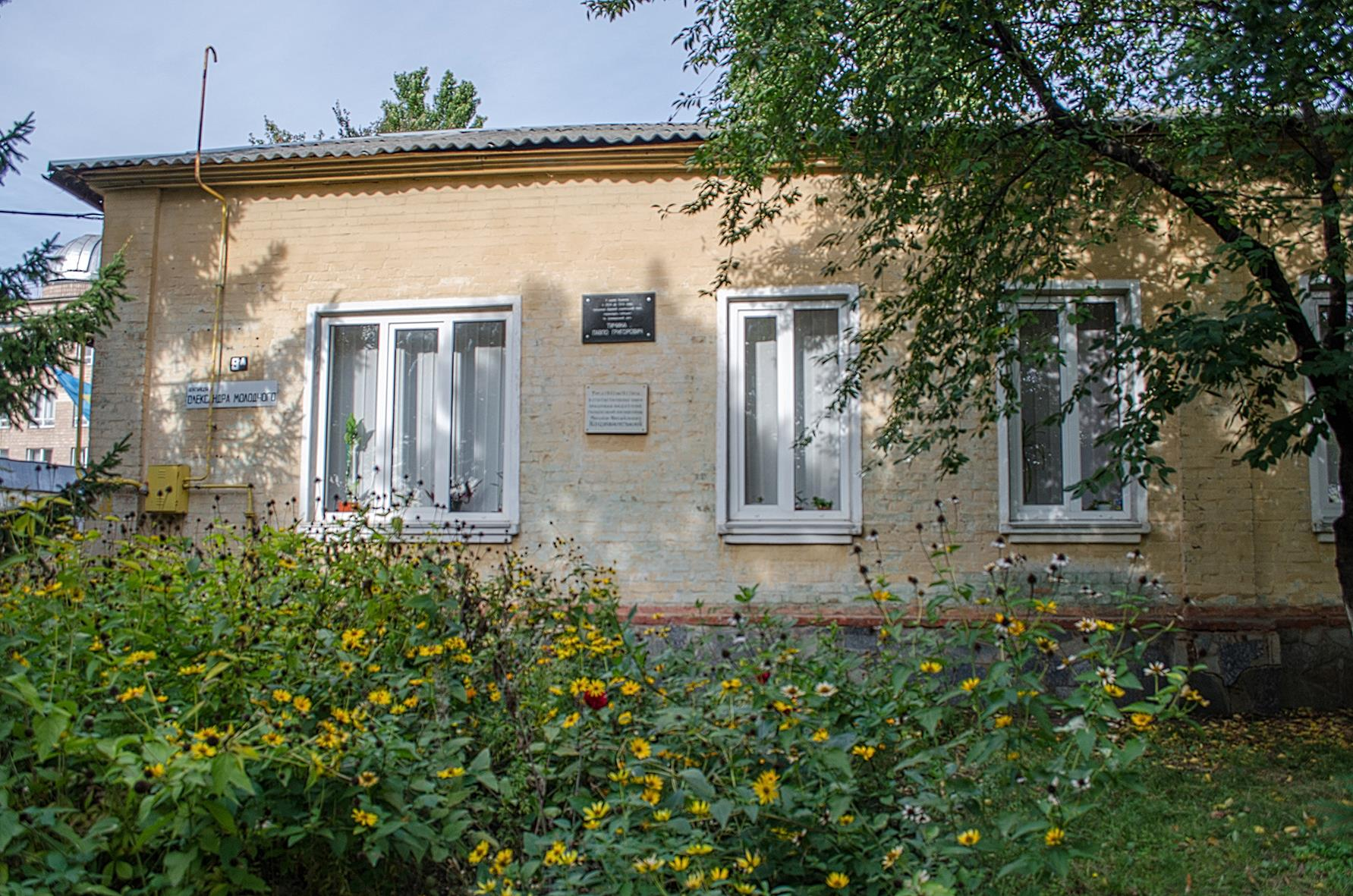